# Rainbow (клипер)
«Rainbow» (клипер) был спущен на воду в 1845 году в Нью-Йорке для плавания в Китай. Судно было построено по заказу компании «Howland & Aspinwall» и фактически являлось первым экстремальным клипером. На момент ввода в эксплуатацию клипер был самым быстроходным судном в мире.

## История
В 1844 году был построен трёхмачтовый парусник «Houqua» с новой, особой формой носовой оконечности клипер-форштевня, а через год его усовершенствованный вариант: уже — полноценный клипер «Rainbow» (рус. «Радуга»), отличавшийся ещё более острыми обводами носовой части, который показал невиданную в те времена скорость 18 узлов. Его и считают первым настоящим клипером.
К концу первой половины XIX века американские кораблестроители, менее консервативные и не связанные традициями в отличие от своих британских коллег, в отдельных областях вырвались вперёд. В феврале 1841 года военно-морской архитектор John W. Griffiths соорудил модель парусного корабля, который он намеревался построить на верфи компании «Smith & Dimon». Судно имело необыкновенную форму корпуса: вогнутые скулы (что шло вразрез с прежними теориями), минимальную ширину, отодвинутую чуть ли не за грот-мачту, параллельное сечение миделя ниже ватерлинии, оно имело острые носовые обводы. Все идеи, заложенные в клипер, здесь были доведены до предела: вытянутый корпус, формы, имеющие целью максимально уменьшить сопротивление воды, и наибольшее парусное оснащение.

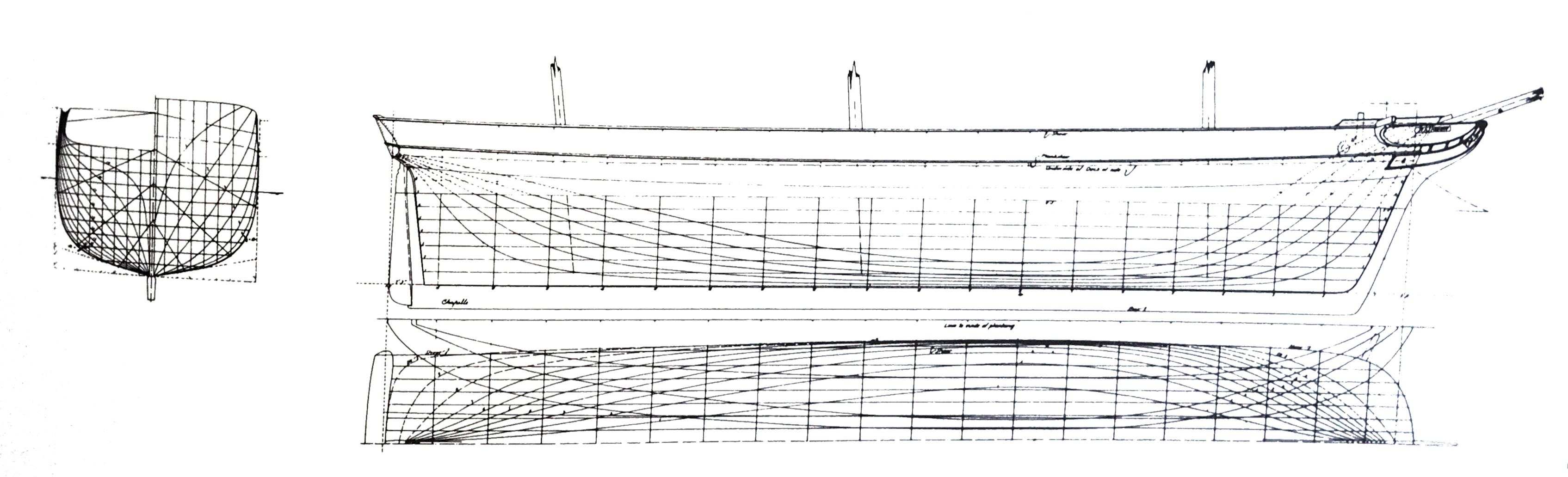
План корпуса Rainbow.

В 1845 году первый настоящий, или, как их называют по-английски, «экстремальный», клипер (англ. extreme clipper) был готов. Клипер было успешно спущен на воду и назван «Рейнбоу». Его регистровая вместимость на плаву составила 750 тонн при длине 45,7 метра, ширине 9,1 метра и осадке 5,2 метра. Судно имело три мачты и несло оснастку барка.
Первое плавание показало: «Рейнбоу» — самый быстроходный парусник в мире. Он побил все бывшие тогда рекорды скорости. Из Нью-Йорка в Кантон клипер пришел, обогнув мыс Горн, на 93-й день, а обратный рейс завершил на 89-й день. Его скорость достигала 18 узлов. Успех этого плавания был настолько очевидным, что судовладельцы США и Англии стали заказывать лучшим американским верфям строительство судов по чертежам Джона Гриффитса.

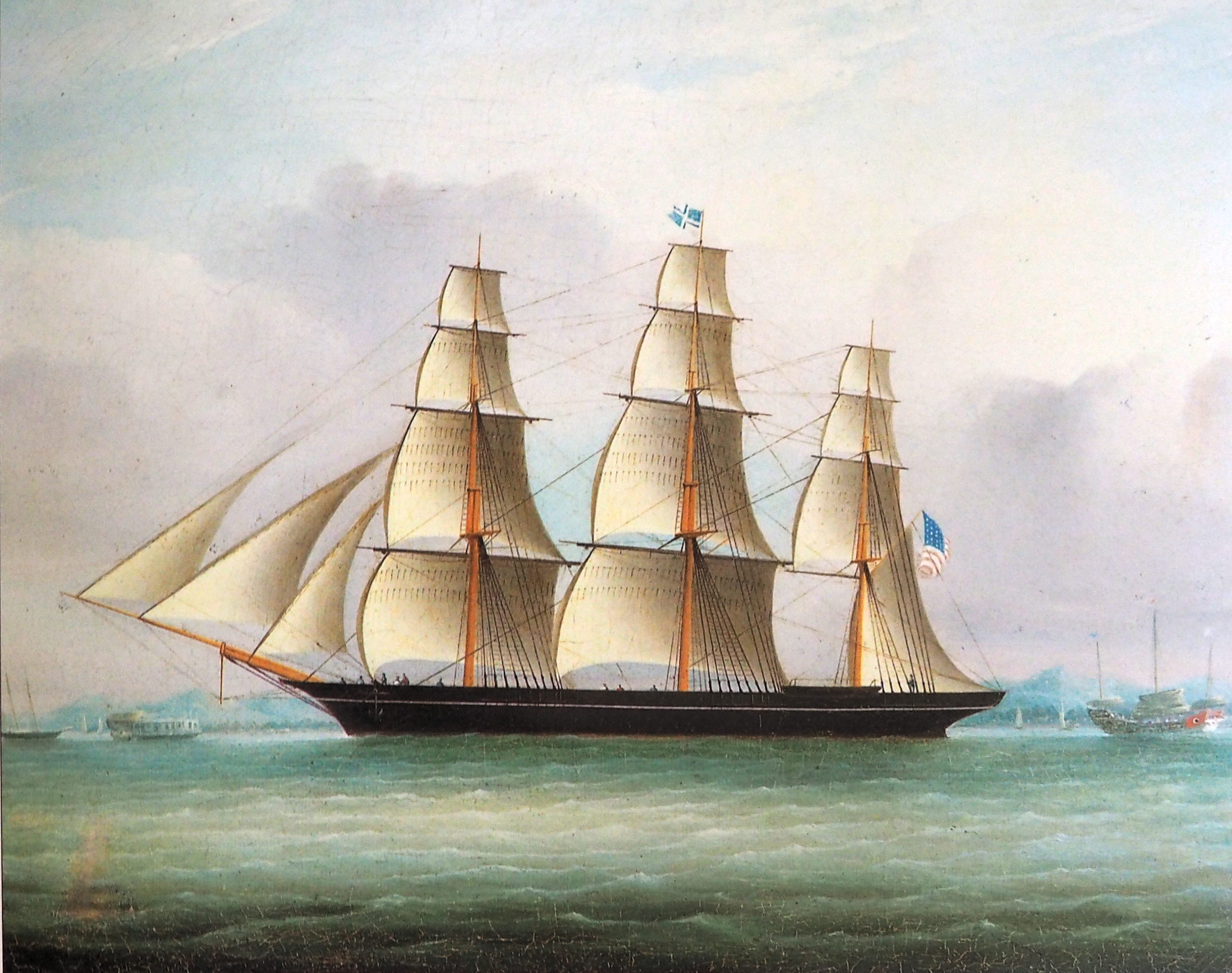
Клипер «Sea Witch»

Невиданная до этого скорость клиперов «Радуга» и следующего за ним клипера «Sea Witch» (рус. «Морская ведьма») вынудили задуматься не только британцев, потерявших монополию на торговлю чаем с Китаем и Индией, но и американских предпринимателей, торговавших опиумом.
Однако в 1848 году в своем пятом рейсе «Рэйнбоу» пропал без вести. Возможно он, потерпел крушение в районе мыса Горн. Многих это остановило, но не всех. Экстремальные клиперы продолжали строить, учитывая старые ошибки. В частности, ставили мачты чуть пониже, чтобы повысить остойчивость судна. Построенный Гриффитсоном в 1846 году клипер «Sea Witch», доплывший из Кантона до Нью-Йорка за 77 дней, был намного удачливее своего предшественника.